# Element Hunters
Element Hunters (エレメントハンター Eremento Hantā?, 엘리먼트 헌터 Elimeonteu Heonteo?) es una serie anime que empezó a emitirse en Japón el 4 de julio de 2009 y en Corea del Sur el 14 de noviembre de 2009. Fue emitida en Cataluña en 2012 por el canal Super3.
El anime es una aventura de ciencia ficción que está orientado para que los niños aprendan los elementos de la tabla periódica. El proyecto es una producción conjunta entre Japón y Corea tanto para la televisión como para el merchandising. El argumento trata sobre tres niños, el Equipo Tierra (地球チーム Chikyū Chīmu?, 지구팀 Jigu Tim?), viajando a una dimensión paralela llamada Nega Tierra (que significa Tierra Negativa) para exterminar a los monstruos (conocidos como QEX) con el objetivo de reunir los elementos de la tabla periódica, los cuales han desaparecido de la Tierra en las últimas décadas. Bandai ha lanzado un juego para la Nintendo DS llamado Element Hunters, que fue puesto a la venta el 22 de octubre de 2009 en Japón.

## Sinopsis
En el año 2029, una gran porción de tierra se hundió en el mar Mediterráneo. Los elementos químicos como el oxígeno, el carbono, el oro, el molibdeno, o el cobalto desaparecieron de la superficie de la Tierra de repente. La población descendió al 10% en seis años. Los investigadores llegaron a la conclusión de que los elementos desaparecidos eran absorbidos por la Nega Tierra, localizada en otra dimensión. Para salvar a la Tierra, se ha organizado un equipo especial llamado "Element Hunters" (Cazadores de Elementos). Todos los miembros son menores de trece años, porque por su juventud y sus cerebros están capacitados para ir a la Nega Tierra.

## Personajes

### Equipo Tierra
Ren Karas (レン・カラス Ren Karasu?, 렌 카라스 Ren Karaseu?)
Chiara Ferina (キアラ・フィリーナ Kiara Firīna?, 키아라 피리나 Kiara Pirina?)
Homi Nandie (ホミ・ナンディ Homi Nandi?, 호미 난디 Homi Nandi?)

### Parte del equipo Tierra
Professor Aimee Carr (エイミー・カー博士 Eimī Kā Hakase?, 에이미 카 박사 Eimi Ka Baksa?)
Juno (ユノ Yuno?, 유노 Yuno?)
Ally Connolly (アリー・コナリー Arī Konarī?, 아리 코넬리 Ari Konelri?)Desde el capítulo 19

### Equipo Colonia
(コロニーチーム Koronī Chīmu?, 콜로니 팀 Kolroni Tim?)
Rodney Ford (ロドニー・フォード Rodonī Fōdo?, 로드니 포드 Rodeuni Podeu?)
Tom Benson (トム・ベンソン Tomu Benson?, 톰 벤슨 Tom Benseun?)
Hannah Weber (ハンナ・ウェーバー Hanna Wēbā?, 한나 웨버 Hanna Webeo?)
Ally Connolly (アリー・コナリー Arī Konarī?, 아리 코넬리 Ari Konelri?)

### Otros
Dan Karas (ダン・カラス Dan Karasu?)
Ann Karas (アン・カラス An Karasu?)
Roberto Ferina (ロベルト・フィリーナ Roberuto Firīna?)
Naomi Ferina (奈緒美・フィリーナ Naomi Firīna?)

## Episodios
| Cap. | Título                                         | Fecha de emisión en Japón | Fecha de emisión en Corea del Sur |
| ---- | ---------------------------------------------- | ------------------------- | --------------------------------- |
| 1    | ¡Hacia el Universo Paralelo!                   | 4 de julio de 2009        | 14 de noviembre de 2009           |
| 2    | Una Fisión Inesperada                          | 11 de julio de 2009       | 21 de noviembre de 2009           |
| 3    | Nuestra Recristalización                       | 18 de julio de 2009       | 28 de noviembre de 2009           |
| 4    | Explosión de Deseos Ardientes                  | 25 de julio de 2009       | 5 de diciembre de 2009            |
| 5    | "Boiling Chiara!"                              | 1 de agosto de 2009       | 12 de diciembre de 2009           |
| 6    | "Kokoro no positive reaction"                  | 8 de agosto de 2009       | 19 de diciembre de 2009           |
| 7    | "Storage in the dark matter (dark matter)"     | 22 de agosto de 2009      | 26 de diciembre de 2009           |
| 8    | "Thermal conductivity Pride!"                  | 29 de agosto de 2009      | 2 de enero de 2010                |
| 9    | "Prepared for isolation"                       | 5 de septiembre de 2009   | 9 de enero de 2010                |
| 10   | "October: one man superfluid universe!"        | 12 de septiembre de 2009  | 16 de enero de 2010               |
| 11   | "Directive join Kizuna!"                       | 19 de septiembre de 2009  | 23 de enero de 2010               |
| 12   | "Curiosity about the collapse"                 | 26 de septiembre de 2009  | 30 de enero de 2010               |
| 13   | "Call singularity destruction"                 | 3 de octubre de 2009      | 7 de febrero de 2010              |
| 14   | "Free fall of fate"                            | 10 de octubre de 2009     | 20 de febrero de 2010             |
| 15   | "Fire in the heart!"                           | 17 de octubre de 2009     | 27 de febrero de 2010             |
| 16   | "Low pressure Leader"                          | 24 de octubre de 2009     | 6 de marzo de 2010                |
| 17   | "The Day we Closely Saw Symbiosis "            | 31 de octubre de 2009     | 13 de marzo de 2010               |
| 18   | "Sunset on the Third Planet"                   | 7 de noviembre de 2009    | 20 de marzo de 2010               |
| 19   | "The Autonomous Mineral is Here!"              | 14 de noviembre de 2009   | 27 de marzo de 2010               |
| 20   | "Mysterious Mimicry Object"                    | 21 de noviembre de 2009   |                                   |
| 21   | "Unknown Threat! Metallic Lifeform"            | 29 de noviembre de 2009   |                                   |
| 22   | "The Manipulated Atomic Bonding"               | 6 de diciembre de 2009    |                                   |
| 23   | "Titanium Gone! Dreams, Don't Disappear"       | 13 de diciembre de 2009   |                                   |
| 24   | "The Accelerating Elemental Dematerialization" | 20 de diciembre de 2009   |                                   |
| 25   | "First Contact"                                | 27 de diciembre de 2009   |                                   |
| 26   | "Deep Memory Diver"                            | 10 de enero de 2010       |                                   |
| 27   | "A Gift From the External Braneworld"          | 17 de enero de 2010       |                                   |
| 28   | "The Shapeshifting Magmatic Lifeform"          | 24 de enero de 2010       |                                   |
| 29   | "The Turning Point to Resolution"              | 31 de enero de 2010       |                                   |
| 30   | "A Sprite's Blizzard"                          | 7 de febrero de 2010      |                                   |
| 31   | "The Unforgivable Experiment Results"          | 14 de febrero de 2010     |                                   |

## Curiosidades
- El nombre de Chiara podría estar basado en la hija de Simba de la película El Rey León 2
- La serie es bastante parecida a Generator Rex
- La apariencia de Chiara recuerda a la de Asuka Langley de Neon Genesis Evangelion

- Datos: Q491585

- El peinado y el carácter de Chiara podrían estar basados en Asuka Langley del anime Neon Genesis Evangelion